# Denhamia pittosporoides
Denhamia pittosporoides là một loài thực vật có hoa trong họ Dây gối. Loài này được F.Muell. mô tả khoa học đầu tiên năm 1859.